# 王羆
王羆（？—541年），字熊羆，京兆郡霸城县（今陕西省西安市灞桥区）人，北魏、西魏官员。

## 生平
王羆長大后，为人剛直公平，受州郡百姓敬畏。北魏太和年間，受殿中将軍之号。南岐州、東益州氐羌反抗北魏統治，北魏討伐軍作战敗北。王羆受朝廷命令，率羽林五千人入梁州镇压叛乱。凱旋后，被任命为右将軍、西河国内史，固辞不受。後来担任恒农郡太守。
525年（孝昌元年），南朝梁曹義宗包围荊州，王羆和別将裴衍前去救援。在浙陽击破梁軍、荊州解围。王羆为荊州刺史受号撫軍将軍。526年（孝昌二年），曹義宗率兵数万再围荊州，用水灌州城。当時，北魏国内混乱，不能向荊州派出援軍。城中缺粮食，王羆煮粥糧，与兵士公平分配，继续抵抗。528年（建義元年），費穆击败曹義宗将他俘虏，荊州解围。王羆以功封霸城县公。转任車騎大将軍、涇州刺史。534年（永熙三年），宇文泰起兵，王羆请为先鋒，担任大都督，屯守華州。
魏孝武帝入关中，王羆受号驃騎大将軍，加侍中、開府。535年（大統元年），東魏高欢派遣韓軌、司馬子如攻打西魏華州。華州州城修缮中，梯子还在城墙外。韓軌的士兵由梯子进入城内。王羆睡觉中起来，没有穿衣服，持白挺跳出大呼。将敌人在東門击败，韓軌之兵撤退。536年（大統二年），关中苦于飢饉，強制征收民間糧食供应軍費，王羆統治的華州，百姓没有怨言。537年（大統三年），沙苑之战，高欢率東魏大軍抵达華州城下，王羆对高欢喊话表示死战、誓死不降，高欢没有攻城，改攻他处。
540年（大統六年），柔然渡黄河入侵河南，斥候騎兵到達豳州。西魏朝廷上下憂慮，征发兵馬戒严長安。尚書左僕射周惠達召来王羆議論对策。王羆豪語：「若柔然至渭北，率乡里自破之」，不应召命。541年（大統七年）在華州去世。追贈太尉。

## 子孙
其子王慶遠，以功臣之子受号直閤将軍，在王羆之前去世。其孫王長述嗣爵。

## 延伸阅读
[在维基数据编辑]
 《周書·卷18》，出自令狐德棻《周書》
 《北史/卷062》，出自李延壽《北史》